# دریاچه پرسپای کوچک
دریاچه پرسپای کوچک (: Λίμνη Μικρή Πρέσπα؛ مقدونی: Мало Преспанско Езеро) یک دریاچه مشترک بین یونان (۱۳۸ کیلومتر مربع منطقه زهکشی؛ ۴۲٫۵ کیلومتر مربع مساحت) و آلبانی (۵۱ کیلومتر مربع منطقه زهکشی؛ ۴٫۳ کیلومتر مربع مساحت سطح) است. این دریاچه، دریاچه کوچک‌تر دو دریاچه پرسپا است.
دریاچه پرسپای کوچک به‌طور خاص به عنوان یک زیست‌بوم تالاب مهم شناخته شده‌است که در آن پرورش و تغذیه گونه‌های کمیاب پرندگان آبی رخ می‌دهد. این دریاچه به دلیل میزبانی از بزرگترین کلنی پرورش دهنده پلیکان خاکستری در جهان شناخته شده‌است. تنوع گیاهی منطقه از بیش از ۱۵۰۰ گونه گیاهی تشکیل شده‌است.